# Li Bing (football)
Li Bing (chinois : 黎兵) (né le 16 mars 1969 à Guiyang dans le Guizhou) est un footballeur international chinois, qui évoluait au poste d'attaquant, avant de devenir entraîneur.

## Biographie

### Carrière de joueur

#### Carrière en sélection
Avec l'équipe de Chine, il dispute 67 matchs (pour 19 buts inscrits) entre 1992 et 2001. Il figure notamment dans le groupe des sélectionnés lors des Coupes d'Asie des nations de 1992 et de 1996.